# Al-Fustat

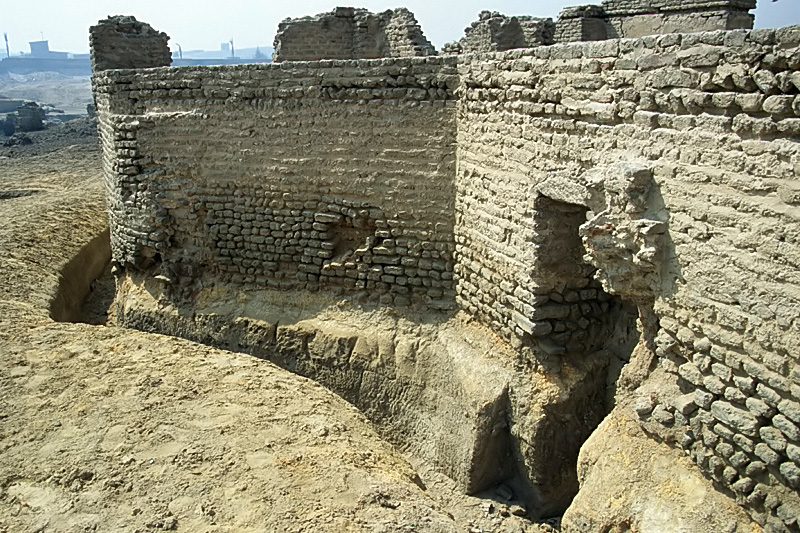
Ruinen von Fustat im Süden von Kairo

al Fustat oder Fustat (arabisch الفسطاط al-Fustāt, DMG al-Fusṭāṭ ‚das Zelt‘), ägyptisch-arabisch Fostat, war eine Stadt am Nil in Ägypten, die von ihrer Gründung 643 bis zur Gründung von Kairo im Jahre 969 das Verwaltungszentrum des Landes bildete. Die Ruinen von Fustat sind heute im Süden von Kairo zu besichtigen.

## Geschichte
Fustat war neben Basra und Kufa eine der ersten Städte, die die Araber nach ihrer Eroberung des Vorderen Orients gründeten. Gründer von Fustat war der arabische Feldherr Amr Ibn el As. Er drang 641 mit seinen arabischen Kämpfern nach Ägypten vor, nahm südlich der heutigen Stadt Kairo die byzantinisch-koptische Militärfestung Babylon ein und zog von dort aus nach Alexandria weiter. Nach der Eroberung dieser Stadt kehrte er im Frühjahr 643 nach Babylon zurück und gründete neben der alten Festung die neue arabische Militärsiedlung al-Fustāt.
Der Name Fustat ist wahrscheinlich die arabisierte Form des griechischen Wortes Φοσσάτον (Fossãton, lateinisch Fossatum), das in zeitgenössischen zweisprachigen Papyri die Bedeutung von „Lager“ hat – bezogen auf eine mit Gräben (lateinisch fossati) nach außen gesicherte Garnisonsstadt. In den arabischen literarischen Quellen wird der Name dagegen damit erklärt, dass ʿAmr die Siedlung genau dort gründete, wo er 641 sein Zelt (fusṭāṭ) aufgestellt hatte. Da sich am Morgen, als er nach Alexandria aufbrechen wollte, eine Taube auf sein Zelt gesetzt habe, habe er aus Respekt vor dem Tier das Zelt stehen lassen. Bei der triumphalen Rückkehr aus Alexandria habe man dann dort, wo das Zelt noch stand, die neue Militärsiedlung gegründet.
Bis zur Gründung Kairos im Jahr 969 war Fustat die Hauptstadt Ägyptens und blieb bis zum 12. Jahrhundert das wichtigste Wirtschaftszentrum Ägyptens. Der Stadtteil von Kairo, in dem sich die Ruinen von Fustat befinden, wird heute „das alte Misr“ (Misr al-ʿAtīqa) genannt. Das rührt daher, dass der Stadt vor Kairo in Ägypten die Hauptstadtfunktion zukam.
Die Ruinen von Fustat gehören seit 1979 als Teil des „historischen Kairo“ zum UNESCO-Weltkulturerbe. Die Moschee des ʿAmr ibn al-ʿĀs ist erhalten, jedoch nicht mehr im Originalzustand. Lokalberichten zufolge soll sich das Grab seines Sohnes, ʿAbd Allāh in dieser Moschee befinden.

## Fustat-Textilien
Fustat-Textilien sind Baumwollgewebe, die bei Ausgrabungen in Ägypten, unter anderem in Fustat, gefunden wurden. Siehe auch: Indo-ägyptische Baumwollindustrie.